# Albert Sechehaye
Albert Sechehaye (ur. 4 lipca 1870 w Genewie, zm. 2 lipca 1946 tamże) – szwajcarski językoznawca, profesor językoznawstwa ogólnego na Uniwersytecie Genewskim, przedstawiciel szkoły genewskiej. W 1916 r. wspólnie z Charlesem Ballym wydał Kurs językoznawstwa ogólnego Ferdinanda de Saussure’a.

## Wybrane publikacje
Wśród jego publikacji można wymienić:
- Programme et méthodes de la linguistique théorique (1908)
- Essai sur la structure logique de la phrase (1926)
- Les trois linguistiques saussuriennes (1940)